# Gare de Dijon-Porte-Neuve
Pour les articles homonymes, voir Gare de la Porte.
Ne doit pas être confondu avec Gare de Dijon-Ville.
La gare de Dijon-Porte-Neuve est une gare ferroviaire française de la ligne de Dijon-Ville à Is-sur-Tille, seconde gare de la ville de Dijon, préfecture du département de la Côte-d'Or et chef-lieu de la région Bourgogne-Franche-Comté.
Elle est ouverte en 1872 par la Compagnie des chemins de fer de Paris à Lyon et à la Méditerranée (PLM), lors de la mise en service de la ligne de Dijon-Ville à Is-sur-Tille.
C'est une gare voyageurs Société nationale des chemins de fer français (SNCF), desservie par des trains régionaux du réseau TER Bourgogne-Franche-Comté, qui la relient en un peu moins de dix minutes à la gare principale de Dijon-Ville. Elle est également desservie par le réseau urbain Divia.
Le site, ouvert au service du fret, comporte également une vaste gare aux marchandises.

## Situation ferroviaire
Établie à 247 mètres d'altitude, la gare de Dijon-Porte-Neuve est située au point kilométrique (PK) 321,935 de la ligne de Dijon-Ville à Is-sur-Tille, entre les gares de Dijon-Ville et de Ruffey.
La gare voyageurs est adjacente de celle des marchandises, qui s'étend vers le nord jusqu'au quartier neuf de la Toison d'Or.

## Histoire
La gare de Dijon-Porte-Neuve est mise en service le 28 octobre 1872 par la Compagnie des chemins de fer de Paris à Lyon et à la Méditerranée (PLM), lorsqu'elle ouvre à l'exploitation la section de Dijon-Ville à Is-sur-Tille de sa ligne « de Dijon à Langres ».

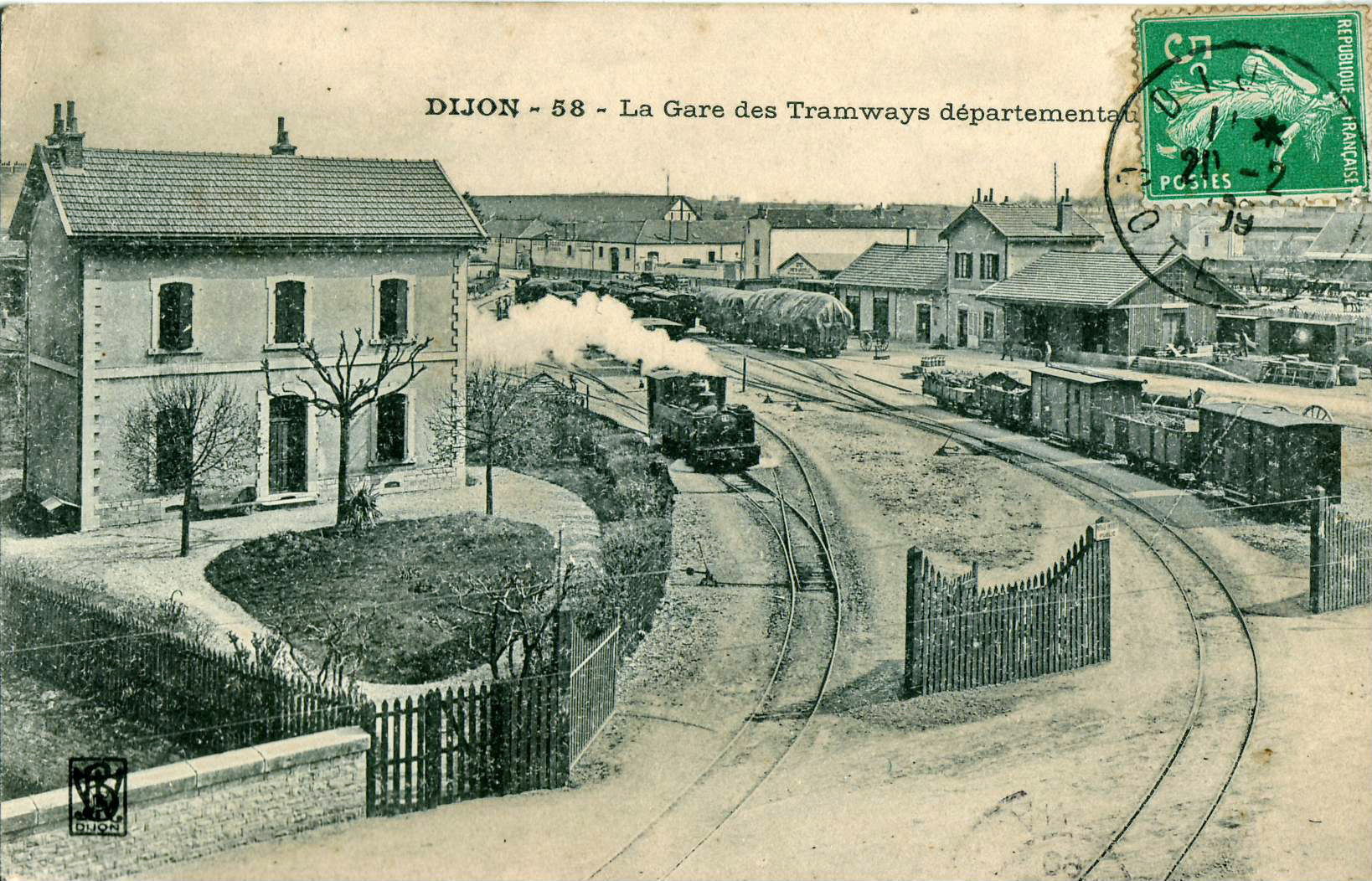
La gare de Dijon-Porte-Neuve des Chemins de fer départementaux de la Côte-d'Or.

La gare était adjacente à la gare du même nom des Chemins de fer départementaux de la Côte-d'Or, le réseau départemental de chemin de fer secondaire à voie étroite, sur les lignes de Meuilley à Dijon, de Dijon à Champlitte et de Dijon à Châtillon-sur-Seine. La dernière de ces lignes ferma en 1948,.

## Fréquentation
De 2015 à 2023, selon les estimations de la SNCF, la fréquentation annuelle de la gare s'élève aux nombres indiqués dans le tableau ci-dessous.
| Année     | 2015    | 2016    | 2017    | 2018    | 2019    | 2020    | 2021   | 2022    | 2023   |
| --------- | ------- | ------- | ------- | ------- | ------- | ------- | ------ | ------- | ------ |
| Voyageurs | 149 762 | 144 619 | 146 606 | 133 230 | 127 926 | 103 723 | 96 032 | 106 372 | 97 491 |

## Service des voyageurs

### Accueil
Gare SNCF, elle dispose d'un bâtiment voyageur, sans guichet, ouvert du lundi au vendredi et fermé les samedis, dimanches et fêtes. Elle est équipée d'automates pour l'achat de titres de transports TER.
Les quais sont situés sur un viaduc en béton ; des escaliers permettent d'y accéder.

### Desserte

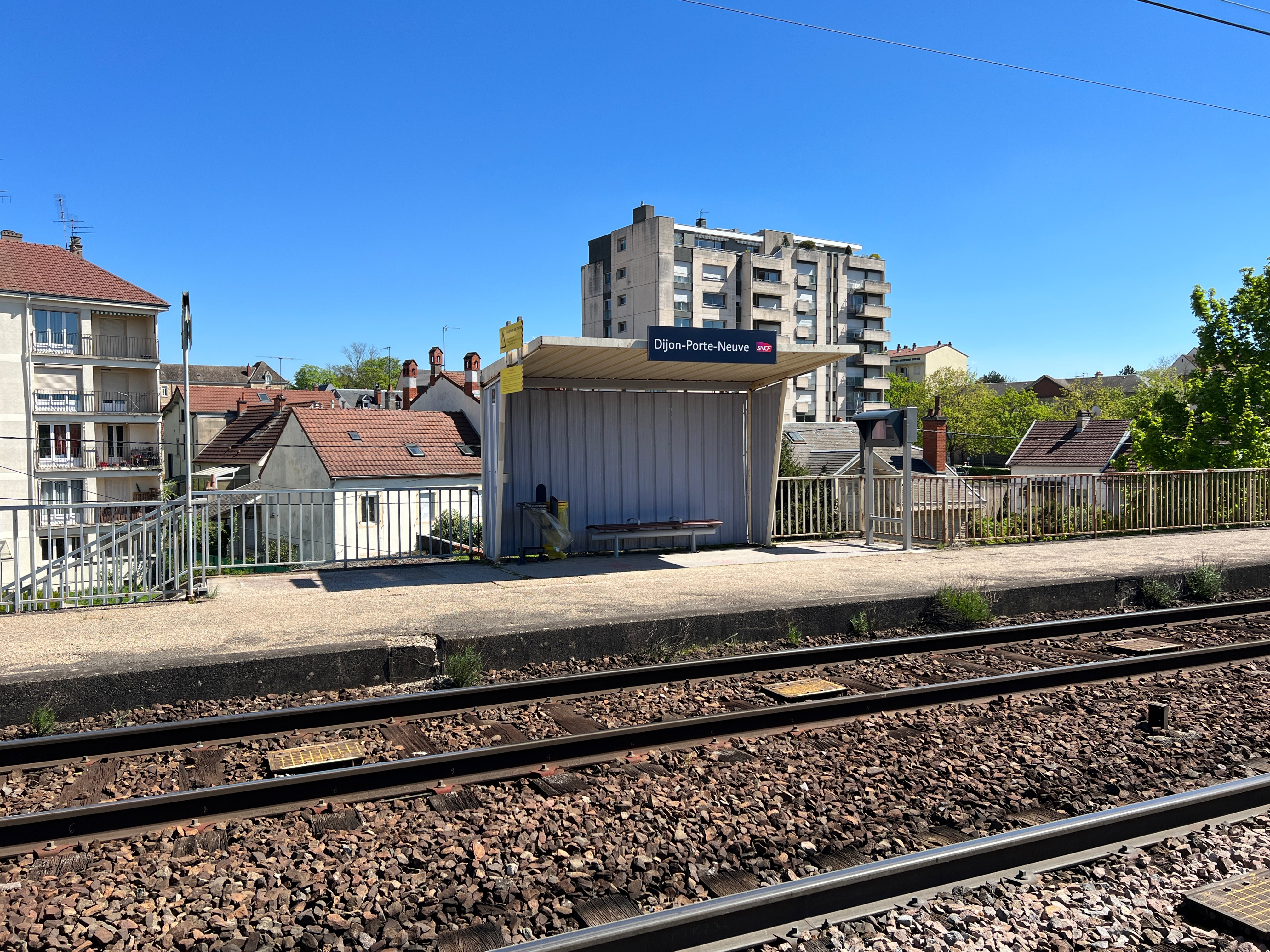
Quais de la gare.

La gare de Dijon-Porte-Neuve est desservie par des trains régionaux du réseau TER Bourgogne-Franche-Comté qui la relient à Dijon-Ville, Is-sur-Tille ainsi qu'aux Laumes - Alésia.
Quelques trains la relient également à Culmont - Chalindrey, Reims, Troyes, Nancy.

### Intermodalité
Un parc pour les vélos et un parking sont aménagés à ses abords.
Elle est desservie par des bus du réseau urbain Divia : un arrêt desservi par la ligne B11 est affecté à la gare, tandis que d'autres arrêts desservis par les lianes L3 et L8 se trouvent à proximité.

## Service du fret
La gare est ouverte au service du fret.
Les infrastructures de la gare aux marchandises se situent au nord du bâtiment voyageurs, le long de la rue de Gray. Une agence commerciale de Fret SNCF occupait l'aile nord du bâtiment voyageurs. 
Le site comportait une agence du Sernam ainsi qu'un terminal de transport combiné de la Compagnie nouvelle de conteneurs (CNC).
Au milieu des années 1990, le terminal de Dijon-Porte-Neuve traitait annuellement 8 500 caisses. Son niveau de saturation étant fixé à 13 500 caisses, il est alors envisagé de construire un nouveau terminal à proximité de la gare de triage de Gevrey-Chambertin. Le nouveau terminal de Gevrey-Chambertin est mis en service début 2003.

## Avenir du site
L'installation d'une gare TGV sur le site, dans le cadre de la branche ouest de la LGV Rhin-Rhône, a été envisagée,. La réalisation de la branche ouest de la ligne étant repoussée à un horizon lointain (après 2050), le projet de gare TGV est considéré comme abandonné. 
Les friches de la gare de marchandises pourraient toutefois faire l’objet d’une opération d’urbanisme transitoire,.